# Nesarabad
Nesarabad es un subdistrito (upazila) del distrito (zila) de Pirojpur, de la región de Barisal, en Bangladés, con una población censada en marzo de 2011 de 211 032 habitantes.
Se encuentra ubicado en el centro-sur del país, cerca de la desembocadura del río Meghna en el golfo de Bengala.